# 卡琳·詹宁斯-加巴拉
卡琳·詹宁斯-加巴拉（英語：Carin Jennings-Gabarra，1965年1月9日—），美国女子足球运动员。她曾代表美国国家队参加1996年夏季奥林匹克运动会足球比赛，获得一枚金牌。

## 家庭
丈夫吉姆·加巴拉。